# Rafael Nickel
Rafael Nickel (ur. 30 lipca 1958 w Hamburgu) – niemiecki szermierz, szpadzista reprezentujący RFN, złoty medalista olimpijski i srebrny medalista mistrzostw świata. 
Na igrzyskach olimpijskich w Los Angeles w 1984 roku reprezentacja RFN w składzie: Elmar Borrmann, Volker Fischer, Gerhard Heer, Rafael Nickel i Alexander Pusch zdobyła złoto w turnieju drużynowym. Był to jego jedyny start olimpijski.
Podczas mistrzostw świata w Wiedniu w 1983 roku wspólnie z Alexandrem Puschem, Elmarem Borrmannem i Volkerem Fischerem zdobył srebrny medal w zawodach drużynowych.
W 1983 roku zdobył indywidualne mistrzostwo kraju.